# Cantone di Abbeville-Sud
Il Cantone di Abbeville-Sud era una divisione amministrativa dell'arrondissement di Abbeville.
È stato soppresso a seguito della riforma complessiva dei cantoni del 2014, che è entrata in vigore con le elezioni dipartimentali del 2015.
Comprendeva parte della città di Abbeville e i comuni di:
- Bray-lès-Mareuil
- Cambron
- Eaucourt-sur-Somme
- Épagne-Épagnette
- Mareuil-Caubert
- Yonval